# Вероне
Веро̀не (на италиански: Verrone; на пиемонтски: Vron, Върон) е село и община в Северна Италия, провинция Биела, регион Пиемонт. Разположено е на 277 m надморска височина. Населението на общината е 1213 души (към 2010 г.).